# Dromaius novaehollandiae diemenensis
L'emù della Tasmania (Dromaius novaehollandiae diemenensis) è una sottospecie estinta dell'Emù. Venne scoperto in Tasmania dove ha vissuto sempre isolato sin dal tardo pleistocene. Oggi è difficile stabilirne con certezza i colori e le dimensioni, in quanto non restano, come testimonianza di questo uccello, che alcune ossa fossili ritrovate sull'isola del sud-est pacifico. Inoltre, prima della sua completa estinzione, sono stati introdotti sul suolo tasmaniano numerosi esemplari di altre sottospecie originarie dell'Australia che hanno mischiato e impoverito i caratteri della sottospecie autoctona.

## Estinzione
L'emù della Tasmania era considerato un uccello nocivo. Inoltre, la pratica di bruciare i campi per renderli più fertili e l'espansione delle terre coltivate a discapito delle foreste e delle praterie, hanno ridotto sempre di più l'habitat di questo animale. È certo che nel 1838, il British Museum di Londra ricevette due campioni di pelle di questo animale. La sottospecie venne dichiarata estinta attorno al 1850, ma questa data non è molto precisa: infatti l'introduzione di specie di Emù dall'Australia iniziata già prima dell'estinzione dell'Emù autoctono, ha fatto sì che le sottospecie si siano mescolate creandone una nuova ibrida. È per questo che ci sono forti dubbi sul fatto che gli esemplari presenti al museo britannico siano effettivamente appartenenti alla sottospecie estinta. Un terzo esemplare, conservato a Francoforte, Germania è attribuito erroneamente a questa sottospecie (Steinbacher, 1959).